# Ib Olesen
Ib Olesen (* um 1925) ist ein ehemaliger dänischer Badmintonspieler.

## Karriere
Ib Olesen wurde bei der Erstauflage des Thomas Cups 1949 Vizeweltmeister mit dem dänischen Herrenteam. Im Finale gegen Malaya unterlag er dabei in seinen beiden Doppeln mit Poul Holm klar in zwei Sätzen. In seiner Heimat Dänemark wurde der für Københavns BK startende Olesen 1950 Titelträger im Herrendoppel mit John Nygaard.

## Sportliche Erfolge
| Saison    | Veranstaltung                   | Disziplin    | Platz | Name                                                                            |
| --------- | ------------------------------- | ------------ | ----- | ------------------------------------------------------------------------------- |
| 1949      | Thomas Cup                      | Herrenteam   | 2     | Dänemark (Mogens Felsby, Poul Holm, Ib Olesen, Jørn Skaarup, Preben Dabelsteen) |
| 1949/1950 | Dänemark: Einzelmeisterschaften | Herrendoppel | 1     | Ib Olesen, Københavns BK / John Nygaard, Amager BC                              |